# Beschuitsteeg
De Beschuitsteeg is een straat in het centrum van de Nederlandse stad Leiden. De Beschuitsteeg loopt vanaf de Nieuwstraat tot aan de Nieuwe Rijn en de Sint Sebastiaansbrug. De straat is ongeveer 90 meter lang. De steeg dankt zijn naam aan de beschuitmarkt die er in de zeventiende eeuw van het Steenschuur heen verhuisde. Daarvoor heette de steeg Hooglandse Kerktorensteeg, of kortweg Torensteeg, naar de toren van de Hooglandse Kerk waar de steeg op uitkomt.
Aan de Beschuitsteeg bevindt zich het Leiden American Pilgrim Museum. Het is gevestigd in het oudste nog bestaande woonhuis van Leiden: het pand dateert van 1366. De steeg telt vijf gemeentelijke monumenten.

## Fotogalerij

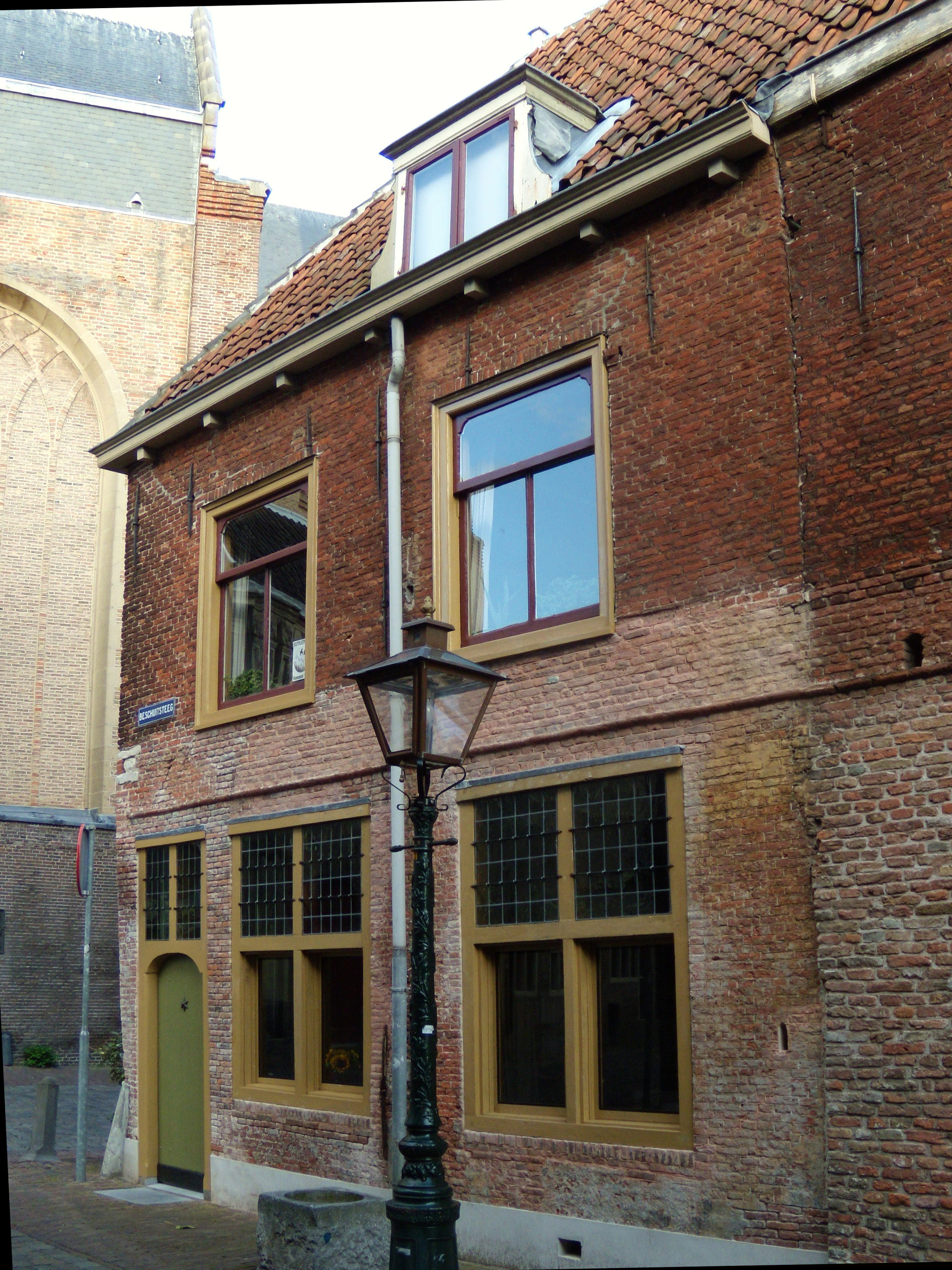
Leiden American Pilgrim Museum aan de Beschuitsteeg 9 te Leiden
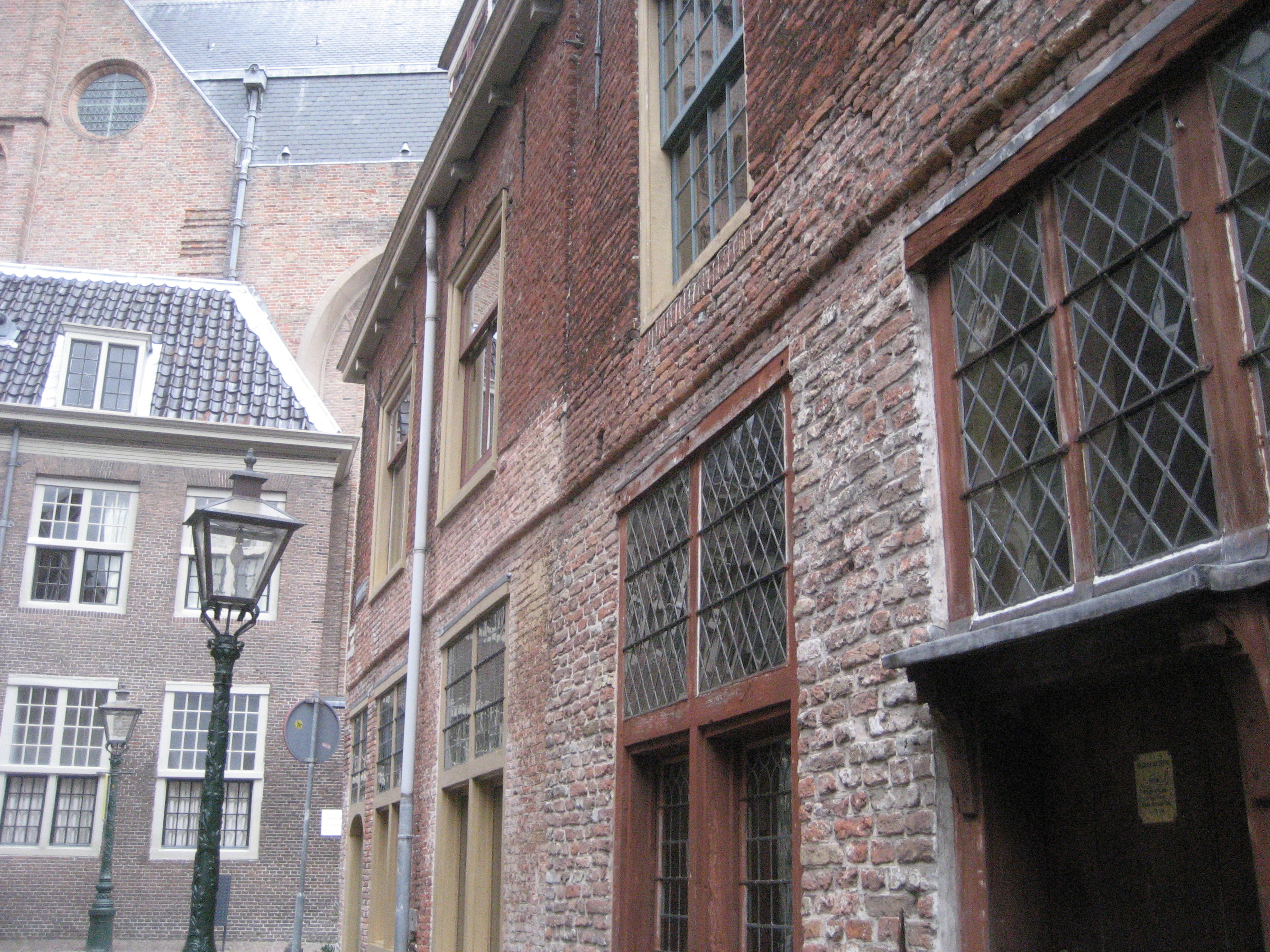
Beschuitsteeg met daaraan het Leiden American Pilgrim Museum